# گییه بوئنو
گییه بوئنو (انگلیسی: Guille Bueno؛ زادهٔ ۱۸ سپتامبر ۲۰۰۲) بازیکن فوتبال اهل اسپانیا است.

## زندگی شخصی
برادر دوقلوی او، هوگو بوئنو، نیز بازیکن فوتبال است.